# Фріц Бранд
Фріц Бранд (нім. Fritz Brand; 22 квітня 1889, Берлін — 26 листопада 1967, Вайльгайм) — німецький офіцер, генерал артилерії вермахту. Кавалер Лицарського хреста Хреста Воєнних заслуг з мечами.

## Біографія
1 жовтня 1907 року вступив в Імперську армію. Учасник Першої світової війни. Після демобілізації армії залишений в рейхсвері.
З 26 серпня 1939 року — командир 78-ї піхотної дивізії. З 1 жовтня 1939 року — генерал артилерії в штабі головнокомандувача сухопутними військами. 1 жовтня 1943 року відправлений в резерв ОКГ. 31 березня 1945 року звільнений у відставку.

## Звання
- Фанен-юнкер (1 жовтня 1907)
- Фанен-юнкер-єфрейтор (20 грудня 1907)
- Фанен-юнкер-унтер-офіцер (27 січня 1908)
- Фенріх (18 травня 1908)
- Лейтенант (27 січня 1909)
- Обер-лейтенант (24 грудня 1914)
- Гауптман (18 серпня 1916)
- Майор (1 лютого 1928)
- Оберст-лейтенант (1 лютого 1932)
- Оберст (1 травня 1934)
- Генерал-майор (1 серпня 1937)
- Генерал-лейтенант (1 серпня 1939)
- Генерал артилерії (1 серпня 1940)

## Нагороди
- Залізний хрест 2-го і 1-го класу
- Ганзейський Хрест (Гамбург)
- Хрест «За військові заслуги» (Брауншвейг) 2-го класу
- Хрест «За військові заслуги» (Австро-Угорщина) 3-го класу з військовою відзнакою
- Військова медаль (Османська імперія)
- Почесний хрест ветерана війни з мечами
- Медаль «За вислугу років у Вермахті» 4-го, 3-го, 2-го і 1-го класу (25 років)
- Медаль «У пам'ять 13 березня 1938 року»
- Орден Корони (Югославія) 2-го класу (1 лютого 1939)
- Медаль «За Атлантичний вал»
- Застібка до Залізного хреста 2-го і 1-го класу
- Хрест Воєнних заслуг 2-го і 1-го класу з мечами
- Орден Корони Румунії, великий офіцерський хрест з мечами
- Німецький хрест в сріблі (23 вересня 1943)
- Лицарський хрест Хреста Воєнних заслуг з мечами (24 грудня 1944)